# Patriotismo soviético

Bandeira da União das Repúblicas Socialistas Soviéticas, um símbolo patriótico soviético comum.

O patriotismo soviético é uma espécie de patriotismo socialista que envolve o apego emocional e cultural do povo soviético à União Soviética como sua pátria.  Também é denominado de nacionalismo soviético  devido à confiança do país na propaganda patriótica.     

## Manifestação na União Soviética

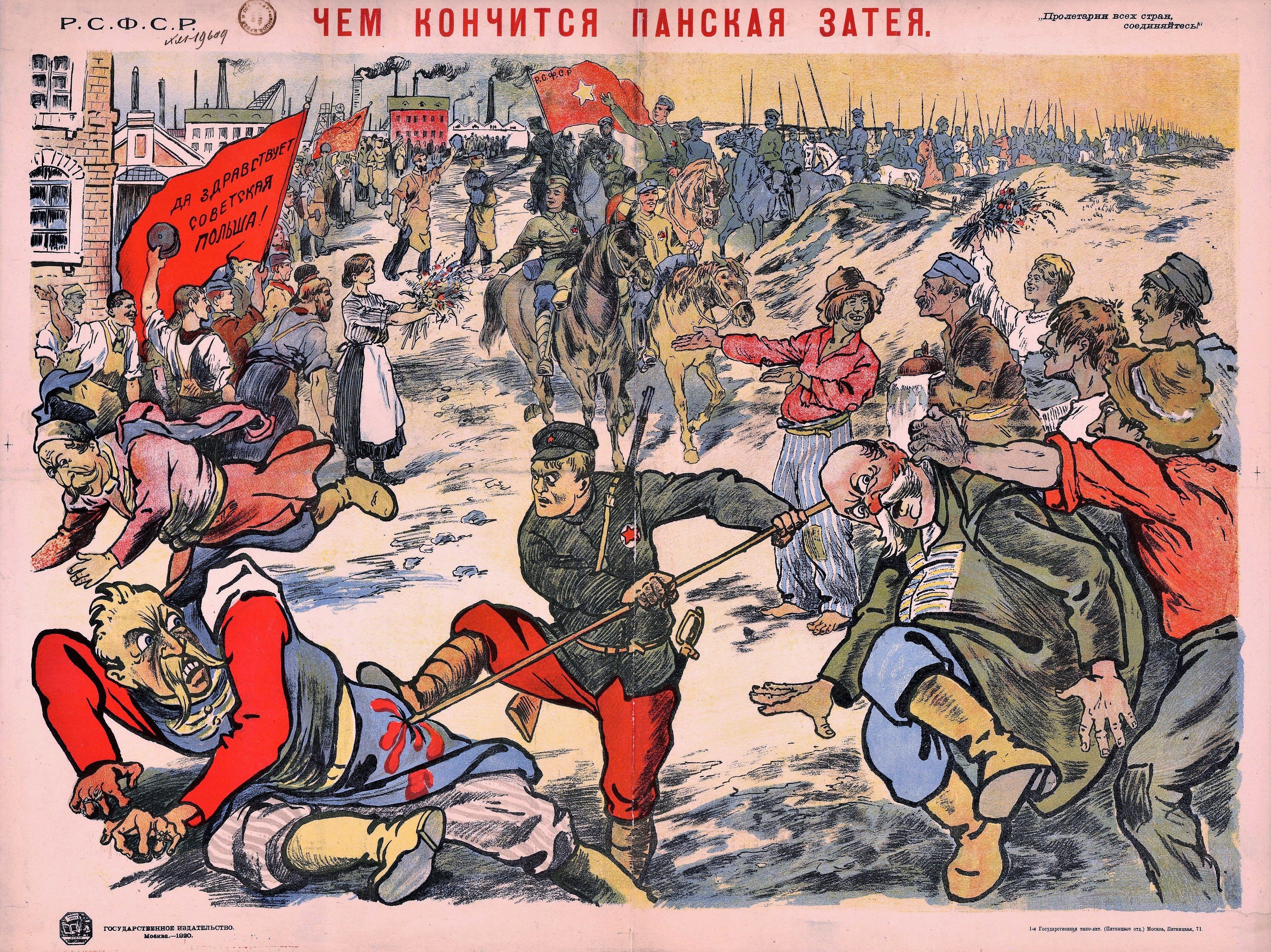
Cartaz de propaganda soviética antipolonesa, 1920.

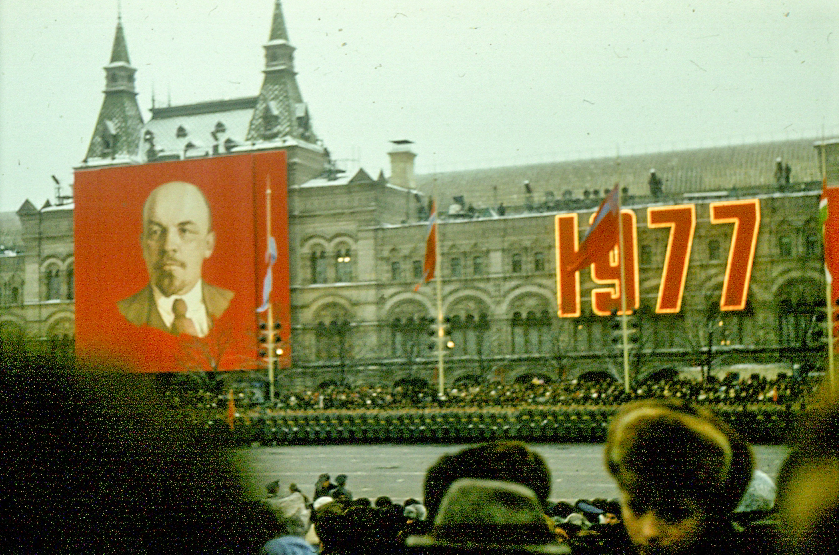
Desfile militar no Dia da Revolução de Outubro em Moscou em 1977.

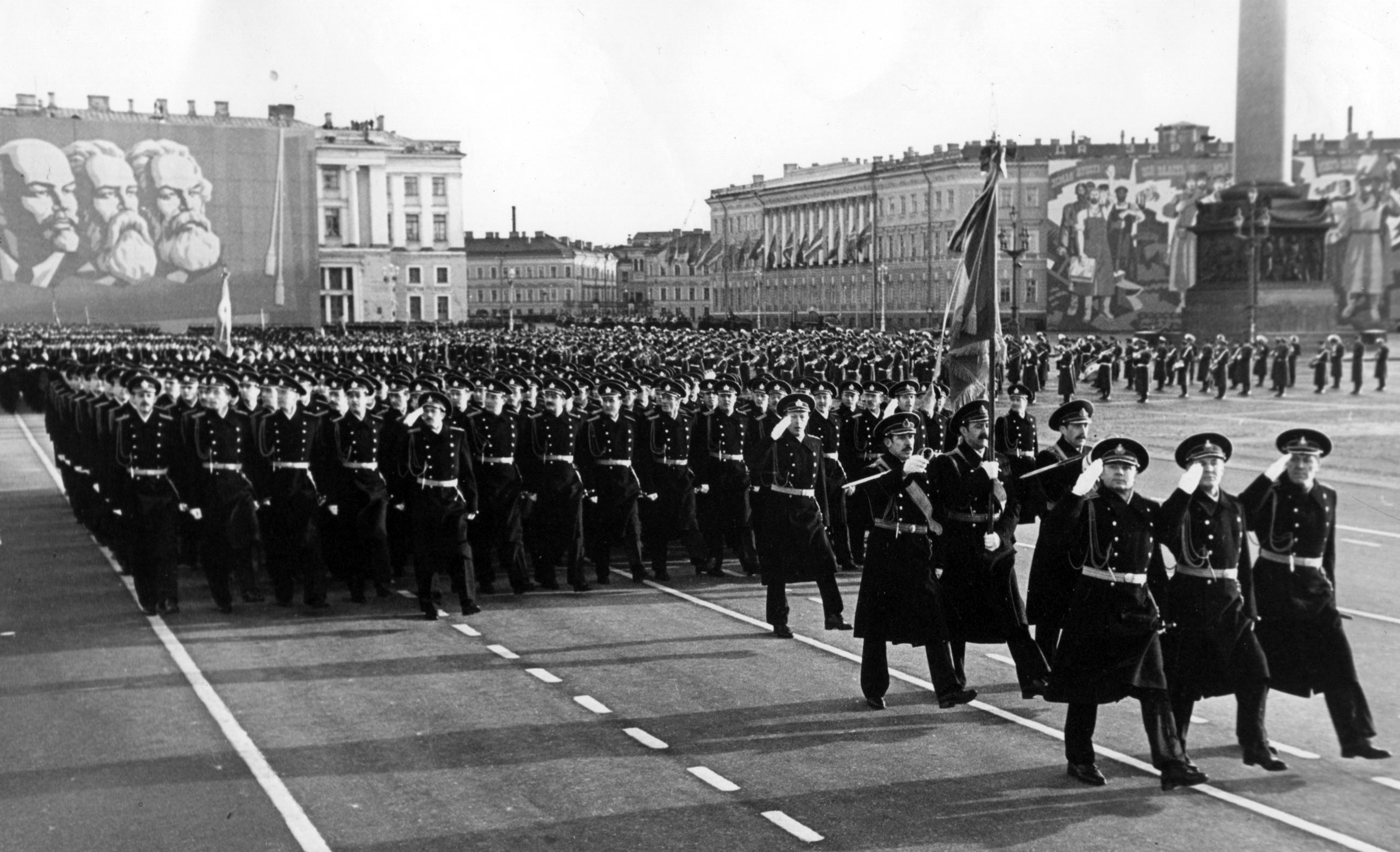
A Academia Naval NG Kuznetsov, liderada pelo Capitão Anatoliy Karpenko, durante um desfile na Praça do Palácio de Leningrado em 1983.

Stalin enfatizou um patriotismo socialista soviético centralista (centralismo democrático) que falava de um "povo soviético" coletivo e identificava os russos como sendo os "irmãos mais velhos do povo soviético". Durante a Segunda Guerra Mundial, o patriotismo socialista soviético e o nacionalismo russo se fundiram, retratando a guerra, mas da luta de comunistas contra fascistas, mas mais uma luta pela sobrevivência nacional. Durante a guerra, os interesses da União Soviética e da Rússia  foram apresentados como os mesmos e, como resultado, Stalin abraçou os heróis e símbolos históricos da Rússia e estabeleceu uma aliança de fato com a Igreja Ortodoxa Russa. A guerra foi descrita pelo governo soviético como a Grande Guerra Patriótica. Após a guerra, o nacionalismo foi oficialmente incluído na ideologia soviética. Nacionalidades consideradas "não confiáveis" foram perseguidas e houve deportações mortais generalizadas durante a Segunda Guerra Mundial . 
Nikita Khrushchev mudou as políticas do governo soviético para longe da confiança de Stalin no nacionalismo russo. Khrushchev promoveu a noção do povo da União Soviética como sendo um "povo soviético" supranacional que se tornou política de estado depois de 1961. Os grupos étnicos individuais não perderam suas identidades separadas, nem foram assimilados, mas em vez disso, promoveu uma aliança de nações que pretendia tornar irrelevantes as diferenças étnicas. Ao mesmo tempo, a educação soviética enfatizou uma orientação "internacionalista". Muitos soviéticos não-russos suspeitavam que essa "sovietização" fosse um disfarce para um novo episódio de "russificação", em particular porque o aprendizado da língua russa se tornou uma parte obrigatória da educação soviética e porque o governo soviético incentivou a etnia russa a se mudar para fora da Rússia e se estabeleceram em outras "repúblicas" soviéticas.
Os esforços para buscar uma identidade soviética unida foram totalmente prejudicados pelos graves problemas econômicos na União Soviética nas décadas de 1970 e 1980, causando uma onda de sentimento antissoviético entre não-russos e russos. Mikhail Gorbachev apresentou-se como um patriota soviético dedicado a enfrentar os desafios econômicos e políticos, mas foi incapaz de conter o crescente nacionalismo étnico regional e sectário, com a URSS se desfazendo em 1991.

## Patriotismo socialista e nacionalismo burguês

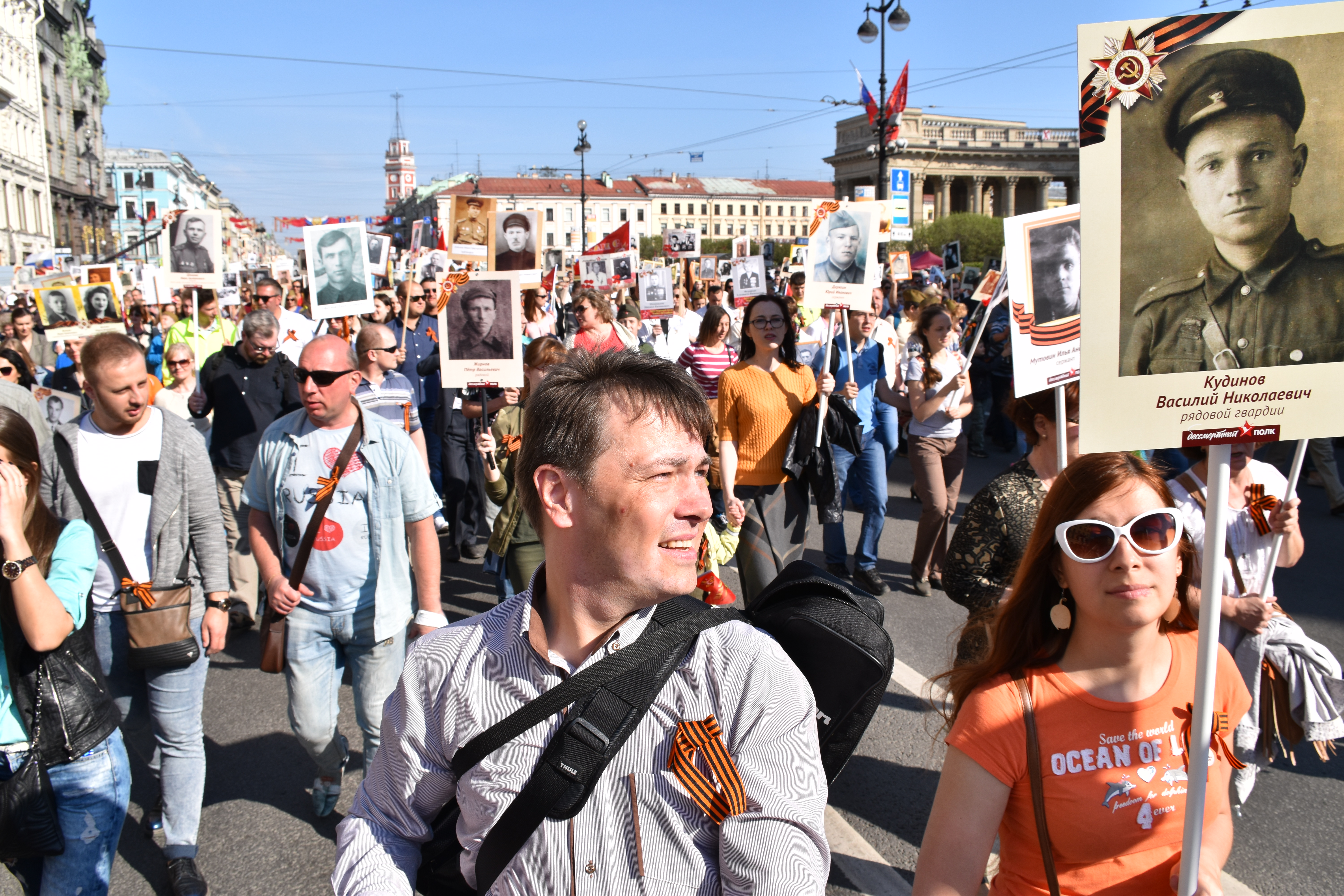
Pessoas em São Petersburgo no Regimento Imortal, carregando retratos de seus ancestrais que lutaram na Grande Guerra Patriótica.

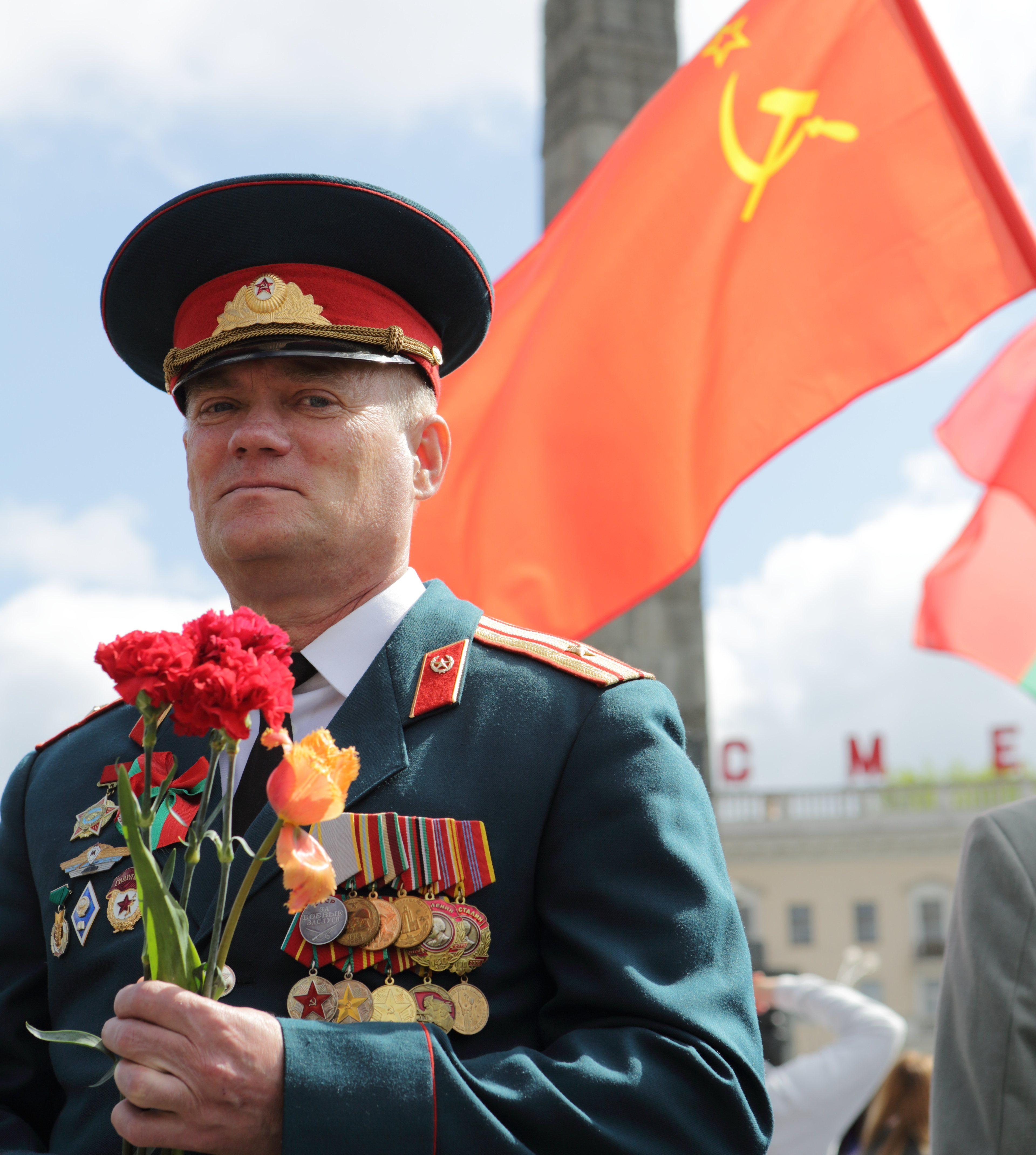
Membro das Forças Armadas da Bielorrússia presta homenagem no Dia da Vitória em 2014 sob o manto da bandeira soviética.

Sob a perspectiva do comunismo internacional que era forte na época, Lenin separou o patriotismo no que ele definiu como patriotismo proletário e socialista do nacionalismo burguês .  Lenin promoveu o direito de todas as nações à autodeterminação e o direito à unidade de todos os trabalhadores dentro das nações, mas também condenou o chauvinismo (nacionalismo exagerado) e afirmou que havia sentimentos justificados e injustificados de orgulho nacional.  Lenin denunciou explicitamente o nacionalismo russo comum como "chauvinismo da Grande Rússia", e seu governo procurou acomodar as múltiplas etnias do país criando repúblicas e sub-repúblicas para fornecer aos grupos étnicos não-russos autonomia e proteção contra a dominação russa.  Lenin também procurou equilibrar a imagem étnica da liderança do país, promovendo oficiais não russos no Partido Comunista da União Soviética para conter a grande presença de russos no partido.  Todavia,  mesmo neste período inicial, o governo soviético apelou às vezes para o nacionalismo russo quando precisava de apoio - especialmente nas fronteiras soviéticas nos primeiros anos da União Soviética. 
O nacionalismo chinês contemporâneo na República Popular da China, em particular a variante endossada pelo Partido Comunista da China, foi baseado no nacionalismo soviético. 

## Patriotismo soviético contemporâneo
Na atual Rússia, costuma-se dizer que o Partido Comunista da Federação Russa seguia a ideologia do patriotismo soviético. 
Em muitas nações que anteriormente faziam parte da União Soviética como a Rússia, Moldávia, Bielorrússia, Cazaquistão e outros, existe um clima de nostalgia pela União Soviética, principalmente entre os cidadãos mais velhos.   O simbolismo e a propaganda soviética foram utilizados pelas forças russas durante a Guerra Russo-Ucraniana (especialmente durante a invasão russa da Ucrânia em 2022 ), para legitimar as ações das forças russas na Ucrânia.